# رودريغو غالو
رودريغو غالو بريتو (بالبرتغالية: Rodrigo Galo Brito‏) هو لاعب كرة قدم برازيلي في مركز الظهير الأيمن ولد في يوم 19 سبتمبر 1986 في مدينة ريو برانكو في البرازيل، يلعب حالياً مع نادي أيك أثينا وسبق له اللعب مع نادي أتلتيكو يوفنتوس ونادي أفاي ونادي جل فيسنتي وسبورتينغ براغا ونادي أكاديميكا كويمبرا ونادي بانيتوليكوس وباكوش فيريرا، يبلغ طول اللاعب 177 سم.

## روابط خارجية
- رودريغو غالو على موقع قاعدة بيانات كرة القدم.إي يو (الإنجليزية)
- رودريغو غالو على موقع Soccerway.com (الإنجليزية)
- رودريغو غالو على موقع عالم كرة القدم.نت (الإنجليزية)
- رودريغو غالو على موقع AS.com (الإسبانية)